# تيري ماكديرموت
تيري ماكديرموت (بالإنجليزية: Terry McDermott)‏ هو متزلج سريع أمريكي، ولد في 20 سبتمبر 1940 في إسكسفيل في الولايات المتحدة.

## وصلات خارجية
- تيري ماكديرموت على موقع SpeedSkatingBase.eu (الإنجليزية)
- تيري ماكديرموت على موقع SpeedSkatingNews.info (الإنجليزية)
- تيري ماكديرموت على موقع SpeedSkatingStats.com (الإنجليزية)
- تيري ماكديرموت على موقع اللجنة الأولمبية الدولية (الإنجليزية)
- تيري ماكديرموت على موقع أوليمبيديا (الإنجليزية)
- تيري ماكديرموت على موقع الموسوعة البريطانية (الإنجليزية)